# Ларенки
 Ларенки  — деревня в Афанасьевском районе Кировской области в составе Гординского сельского поселения.

## География
Расположена на расстоянии примерно 3 км по прямой на юг-юго-восток от центра поселения села  Гордино на правом берегу реки Ердва.

## История
Известна с 1873 года как часть починка Мартыновской, в 1926 здесь (деревня Ларенская или Ларенки 2-й, Мартыновский) хозяйств 20 и жителей 118, в 1950 33 и 124, в 1989 33 жителя. Современное название утвердилось с 1939 года.  

## Население
Постоянное население составляло 18 человек (русские 100%) в 2002 году, 18 в 2010.